# حي الصديق (المكلا)
حي الصديق هو أحد أحياء مدينة المكلا في محافظة حضرموت اليمنية. يبلغ تعداد سكانه 7423 نسمة حسب التعداد السكاني في اليمن لعام 2004.